# Apremont, Savoie
Apremont är en kommun i departementet Savoie i regionen Auvergne-Rhône-Alpes i sydöstra Frankrike. Kommunen ligger i kantonen Montmélian som tillhör arrondissementet Chambéry. År 2022 hade Apremont 968 invånare.

## Befolkningsutveckling
Antalet invånare i kommunen Apremont
| Referens: INSEE |